# Влощова (гмина)
Влощова (пол. Włoszczowa) — городско-сельская гмина (волость) в Польше, входит как административная единица в Влощовский повет, Свентокшиское воеводство. Население — 20 487 человек (на 2004 год).

## Демография
| Перепись                       | Всего   | Всего | Женщины | Женщины | Мужчины | Мужчины |
| ------------------------------ | ------- | ----- | ------- | ------- | ------- | ------- |
| Единицы                        | человек | %     | человек | %       | человек | %       |
| Население                      | 20 487  | 100   | 10 490  | 51,2    | 9997    | 48,8    |
| Плотность населения (чел./км²) | 80,8    | 80,8  | 41,3    | 41,3    | 39,4    | 39,4    |

## Соседние гмины
1. Гмина Ключевско
2. Гмина Конецполь
3. Гмина Красоцин
4. Гмина Малогощ
5. Гмина Окса
6. Гмина Радкув
7. Гмина Сецемин
8. Гмина Жытно